# Thysanoplusia chrysitina
Thysanoplusia chrysitina là một loài bướm đêm trong họ Noctuidae.